# 张焕文 (1925年)
张焕文（1925年—），男，河北衡水人，中国实业家、政治人物，曾任中国民主建国会中央委员会常务委员，第七届全国政协委员。